# مارسيلو أندري
مارسيلو أندري (بالإيطالية: Marcello Andrei)‏ هو كاتب سيناريو ومخرج إيطالي، ولد في 1922 في روما في إيطاليا.

## وصلات خارجية
- مارسيلو أندري على موقع IMDb (الإنجليزية)
- مارسيلو أندري على موقع أول موفي (الإنجليزية)
- مارسيلو أندري على موقع قاعدة بيانات الأفلام السويدية (السويدية)
- مارسيلو أندري على موقع قاعدة بيانات الفيلم (الإنجليزية)
- مارسيلو أندري على موقع كينوبويسك (الروسية)